# Volkswagen New Jetta
La Volkswagen New Jetta est un modèle d'automobile Volkswagen destiné au marché chinois, produit de 2013 à 2020 par FAW-Volkswagen dans les usines chinoises de Changchun et Chengdu. Elle est lancée en février 2013 et remplace dès sa sortie la Volkswagen Jetta Pionier.

## Présentation

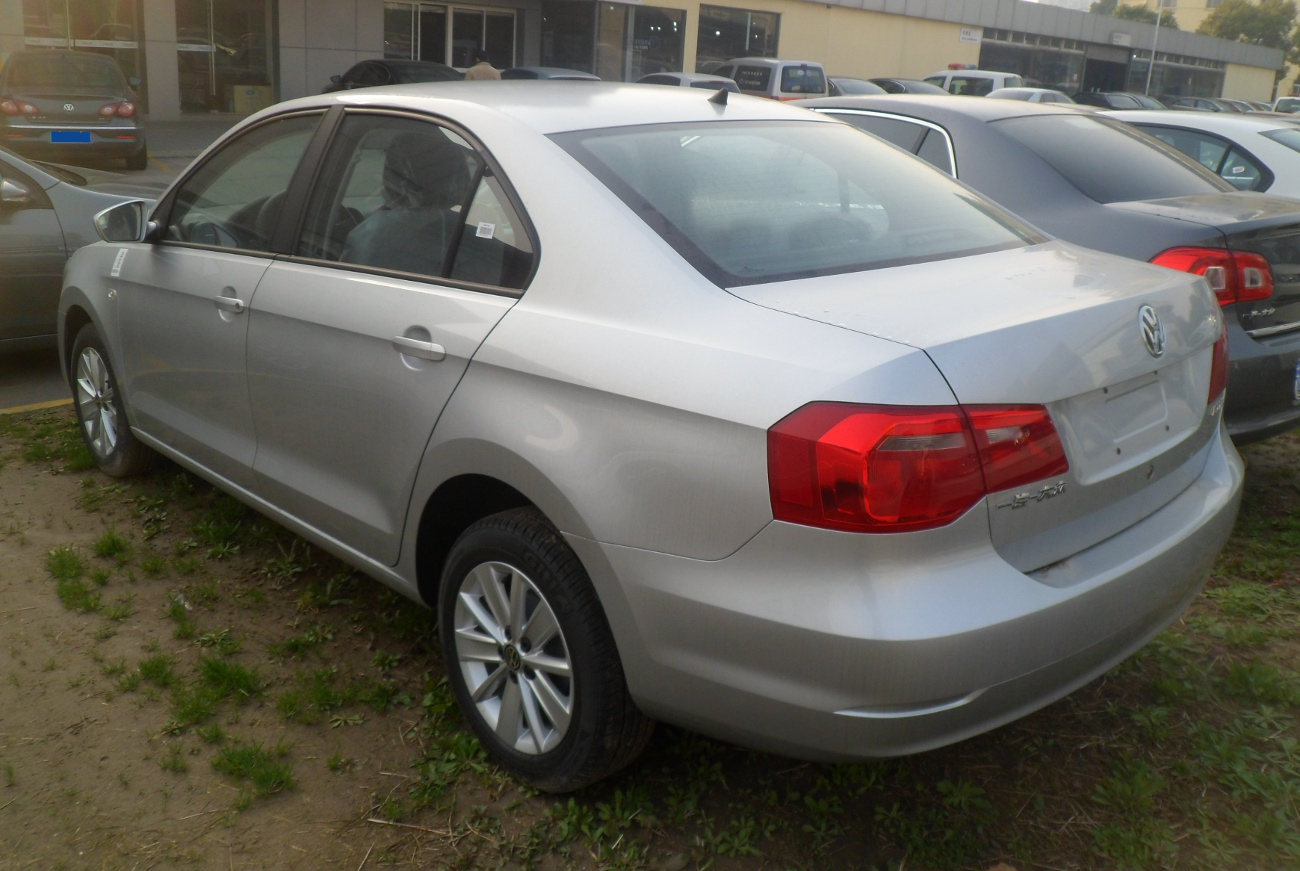
New Jetta

La New Jetta est disponible avec les différents moteurs du type EA211. Ce sont correspondant par région à la Chine IV ou V norme d'émission de la Chine[pas clair]. Il s'agit d'un moteur en ligne à quatre cylindres avec 4 soupapes par cylindre. L'injection de carburant est contrôlée électroniquement, comme dans tous les moteurs modernes. La performance est de 66 ou 81 kW. La Jetta Pioneer a la même plateforme que le Voyage G5. Il est donc également utilisé le même code (NF) de modèle.
Lignes d'équipement : Avantgarde (时尚), Comfortline (舒适) and Luxury (豪华).
Il y a une boîte manuelle 5 vitesses et une option de transmission automatique à 6 vitesses.